# Sherlock Holmes (anime)
Sherlock Holmes (名探偵ホームズ Meitantei Hōmuzu?, El famoso detective Holmes o "Detective Holmes") es un anime basado en las historias de Sherlock Holmes de Arthur Conan Doyle, donde los personajes son animales con apariencia antropomorfa, en su mayoría perros, como Watson (Holmes es un zorro). La serie cuenta con influencia de la estética steampunk, así como elementos de ciencia ficción. La conforman 26 episodios emitidos en Japón entre 1984 y 1985.
Es una coproducción entre la productora japonesa TMS Entertainment y la cadena italiana RAI, de 1981. Seis episodios fueron dirigidos por Hayao Miyazaki, mientras que el resto se deben a Kyosuke Mikuriya.
En países angloparlantes se rebautizó como Sherlock Hound ("Sherlock Sabueso") por conflicto de derechos.
En España la serie se emitió principalmente en TVE, debido al gran éxito que tuvo la serie se repitió en varias ocasiones por el mismo canal y también fue emitida en otros canales como Minimax y Kitz, ahora se puede ver en Filmin. También fue distribuida en VHS y en DVD.

## Producción
La última serie de televisión en que trabajó Miyazaki. Este dirigió 6 episodios (y escribió los guiones de algunos de ellos), pero en 1982 la serie fue congelada por problemas de copyright con los herederos de Arthur Conan Doyle. En 1984, tras la resolución del problema legal, TMS Entertainment decidió hacer más episodios y transmitirlos por televisión como estaba pensado inicialmente, aunque con un equipo distinto al de los primeros 6 episodios.
Dos de los episodios, La aventura del Carbunclo Azul y Tesoro bajo el mar fueron mostrados en los cines junto a Nausicaä en 1984, con la advertencia "Esta película no tiene nada que ver con el Sherlock Holmes de Conan Doyle". Estos episodios suelen considerarse como una película en sí misma. En ella, los nombres de Moriarty y la señora Hudson pasaron a Moroach y Ellison por problemas con los derechos. Además, en esta producción también se cambiaron el ending y el opening.

## Argumentativo
Sherlock Holmes es un investigador privado que vive en Londres. Acompañado de su amigo, el doctor Watson, lucha contra los planes de su archienemigo, el profesor Moriarty. Suele ayudar a la policía, liderada por el inspector Lestrade de Scotland Yard. En cada capítulo de la serie, se enfrenta a un nuevo plan de Moriarty, el cual siempre consigue desbaratar. Este debe entonces escaparse de la policía, que acaba muchos episodios persiguiéndole, aunque sin llegar a atraparlo nunca.
La serie muestra un caso distinto en cada episodio, y salvo algunas ocasiones, no hay conexiones entre ellos. En el último de todos la historia de Holmes no queda zanjada, dejando abierta una posible continuación que no llegó a realizarse.

## Personajes principales
- Sherlock Holmes: Es alto, silencioso, inteligente y despreocupado. Tiene conocimientos en muchos campos de la ciencia, y le gustan los experimentos químicos. Usa su saber para ejercer como investigador privado. Siente afecto por la señora Hudson, el ama de llaves de su casa. Su enemigo es el profesor Moriarty, al cual nunca consiguen atrapar, pero cuyos planes frustran en cada capítulo.
- Doctor Watson: es mucho más bajo y ancho que su amigo, y a veces algo sarcástico. Es médico de profesión, y tras conocer a Holmes se instala en su misma casa, porque pasan a trabajar juntos como investigadores. Le acompaña en todas las aventuras que corre en la serie. También siente algo por la señora Hudson.
- Profesor Moriarty: es un genio del crimen, un ladrón muy inteligente que prepara cuidadosos planes para conseguir lo que quiere. Se muestra burlón con su perseguidor de la policía, Lestrade, y sólo teme a Holmes cuando intenta realizar un robo. Tiene dos secuaces, Todd y Smiley, que siguen sus órdenes al pie de la letra. Es un personaje con un gran ego: se cree el Napoleón del crimen, y en varias ocasiones, Holmes desbarata sus planes valiéndose de su vanidad. La mayoría de las veces se escapa en su avión con forma de dinosaurio.
- Inspector Lestrade: es el miembro de Scotland Yard que dirige todos los casos que aparecen en la serie. Suele colaborar con Holmes en su resolución, aunque le disgusta que participe en su trabajo y a menudo intentar atrapar a Moriarty antes que él. Se toma muy en serio la captura de Moriarty, como algo personal, pero nunca lo consigue del todo, y el villano escapa en todas las ocasiones. Aunque su personaje suela resultar ridículo (acapara las humillaciones), su energía y valor personal resultan infatigables y en ocasiones logra éxitos significativos, al recuperar personalmente el botín robado (como en el episodio de las langostas), pero sin alcanzar a los malhechores.
- Señora Hudson: es la joven ama de llaves de la casa de Holmes y Watson. Es muy bella, diligente y simpática, y lleva la casa y el jardín con gran dedicación. Tanto Holmes como Watson sienten algo por ella, aunque nunca parece darse cuenta. Estuvo casada con Tim Hudson, piloto e ingeniero de aviones, pero este pereció en un accidente de aviación. Ella, que hasta entonces era muy querida y conocida entre los pilotos por sus habilidades tanto como excelente piloto, como para conducción de coches de carreras, abandonó todo aquello, y pasó a dedicarse a su oficio actual como ama de llaves de Holmes.
- Todd y Smiley: son los dos secuaces de Moriarty, que llevan a cabo el trabajo sucio en sus planes. Antes de entrar a su servicio, eran piratas (en el barco del primer episodio). Smiley es más alto y despistado, bastante simple a veces. Todd, por el contrario, es más irascible y suele reprender a su compañero por sus acciones. Ambos suelen hacer el trabajo sucio en los planes de Moriarty, que normalmente les obligan a llevar disfraces variados.

## Ambientación
La acción se encuentra situada en la época victoriana, en Londres, aunque suelen aparecer aparatos basados en máquinas de vapor o similares que permiten recordar al género de ciencia ficción steampunk. Algunos de los capítulos recuerdan vagamente a los relatos originales de Conan Doyle, como el del Carbunclo Azul, aunque sólo en nombre.
Todos los personajes son perros de apariencia antropomorfa, apareciendo personajes de todas las razas caninas imaginables. Por lo demás, nunca se hace mención a ello, y la acción no se relaciona en ningún momento con este hecho, salvo en un episodio (La pequeña cliente) y en la versión para España del doblaje, donde la joven ladronzuela agarra el hocico del Profesor Moriarty y este dice ¡No me tires del hocico!, haciendo alusión a su condición canina. Es la única referencia al aspecto antropomorfo de los personajes ya que un ser humano no tiene hocico. No se ha podido demostrar si fue una improvisación del actor de doblaje para España o estaba así en el guion original.

## Actores de doblaje
Algunos de los Actores de doblaje fueron:
- Sherlock Holmes: Taichirō Hirokawa.
- Doctor Watson: Kousei Tomita.
- Profesor Moriarty: Chikao Ōtsuka.
- Señora Hudson: Yōko Asagami.

### Doblaje español (España)
- Sherlock Holmes: Diego Martín
- Doctor Watson: Teófilo Martínez
- Profesor Moriarty: Luis González Páramo
- Inspector Lestrade: Antolín García
- Todd: Luis García Vidal
- Smiley: Fernando Chinarro

## Episodios
La serie consta de 26 episodios. De ellos, 6 fueron dirigidos por Hayao Miyazaki antes que todos los demás, pero fueron transmitidos mezclados entre el resto:
- 3 La pequeña cliente.
- 4 El rapto de la Señora Hudson.
- 5 La esmeralda azul. ( el rubí azul )
- 9 El Tesoro sumergido.
- 10 Los acantilados de Dover. ( el correo aéreo )
- 11 Las monedas desaparecidas.

## Banda sonora
El tema de opening es Sora kara koboreta Story (Una historia que cayó del cielo) y el ending es Thames gawa no Dance (El baile del río Támesis), interpretadas por el grupo japonés Da Capo, con Tokuko Miura como escritor de las letras, Ken Sato como compositor del opening, Norimasa Yamanaka del ending  y Ryo Fukui cantando. El resto de la banda sonora es obra de Kentaro Haneda, con algunos temas basados en el opening y el ending.
En 1985, se publicó un CD con las canciones de inicio y cierre, así como con los temas de fondo de la serie, y cinco años después, una reedición con otros temas de este anime. La lista de temas de la banda sonora es:
1. Sora kara koboreta Story (Una historia que cayó del cielo) (Da Capo)
2. Kiri no London (Londres neblinoso)
3. Minareta machikadō (Una esquina familiar en la ciudad)
4. Moriarty Kyōju (Profesor Moriarty)
5. Harikiri (con energía)
6. Sora kara koboreta Story (instrumental)
7. Yūhi ni karada o Somete (Tomando el sol al atardecer)
8. Thames gawa no Dansu (instrumental) (El baile del río Támesis)
9. Kimi no kokoro ni tsutsumarete (Al abrigo de tu corazón)
10. Itsumo no torimono (La eterna persecución)
11. Aku no onshō (El foco del mal)
12. Scotland Yard Patrol Car (Coche patrulla de Scotland Yard)
13. Crystal Memory (Thames gawa no Dansu) (instrumental)
14. Tegakari sagashite samayotte (Corriendo en busca de una pista)
15. Aozora wa bokura no sekai (El cielo azul es nuestro mundo)
16. Thames gawa no Dansu (El baile del río Támesis) (Da Capo)

### Versiones de los temas
En el doblaje en español de la serie se cambiaron tanto el ending como el opening por un tema distinto, cuya canción trataba sobre el propio Holmes, basándose en la misma canción del opening de la versión italiana. Esta canción estaba cantada por el Grupo NINS.
Existe además otra banda sonora para la película de dibujos animados que incorpora dos de los episodios de Miyazaki.